# Break Blade
Break Blade (ブレイクブレイド, Bureiku Bureido) es un manga japonés, escrito y dibujado  Yunosuke Yoshinaga y publicado por Flex Comix, cuyo primer tankōbon se publicó el 10 de abril de 2007. El manga se adaptó en seis películas animadas de 50 minutos entre 2010 y 2011, readaptadas en 2014 en una serie televisiva de 12 capítulos.

## Resumen
Estamos en un en un mundo donde la gente puede usar la "magia", la capacidad de controlar y manejar el cuarzo, que permite hacer  muchas cosas incluyendo el pilotaje de máquinas gigantes llamadas "gólems". Rygart Arrow, es sin embargo, es una de las pocas excepciones de genete incapaz de usar la magia, que suele verse despreciados por el resto de la sociedad. A pesar de esta limitación, siendo joven se hizo Hodr y Sigyn, futuros reyes de Krisna y, Zess el hermano menor del Secretario de Guerra del Estado Libre Asociado de Atenas. 
Años más tarde, Rygart se reúne con Hodr y Sigyn donde  Atenas ha comenzado una invasión de Krisna. Rygart también se sorprendió al enterarse de que su viejo amigo, Zess, encabeza una de las fuerzas de ataque. Durante su estancia en la capital, Rygart descubre que él tiene la habilidad de piloto de un antiguo gólem recientemente descubierto que no puede ser pilotados por los usuarios de magia. Este gólem, a pesar de su antigüedad, posee capacidades y sistemas mucho más avanzados que cualquier otro gólem moderno, y podría ser la clave para cambiar el curso de la batalla. Y Rygart pronto se ve envuelto en la guerra entre Krisna y Atenas, en un intento de salvar Hodr y Sigyn, y Zess.

## Personajes

### Reino de Krisna
Rygart Arrow ( ライガット・アロー , Raigatto Arō ? ) 
Interpretado por: Souichirou Hoshi
Protagonista de la serie, un "no-brujo", que no puede usar la magia, a diferencia de la mayoría de la población mundial.  Asistió a la acescuela militar de Assam donde se hizo amigo de Zess, Hodr y Sigyn. Se convertirá en el piloto del Delphine, un antiguo gólem que solo puede pilotar uno no-brujo como él y con él luchará para defender Krisna.
Erster Sigyn (シギュンエルステル, Erusuteru Shigyun ? ) 
Interpretado por: Chiwa Saito
Reina de Krisna, esposa de Hodr y amiga cercana de Rygart. Sirve como científico y mecánica de gólems. Aún siente algo por Rygart.
Hodr IX (ホズル(クリシュナ9 世), Hozuru ? ) 
Interpretado por: Yūichi Nakamura
Rey de Krisna, amigo de Rygart desde la escuela militar de Assam. Está casado con Sigyn, pero parece saber que ella alberga sentimientos por Rygart.
Narvi Straiz (ナルヴィストライズ, Sutoraizu Naruvi ?  ) 
Seiyū: Marina Inoue
Narvi es una mujer de 24 años y caballera de primera clase.
Nilo Straiz (ナイルストライズ, Sutoraizu NAIRU ? ) 
Interpretado por: Shiraishi Minoru
Hermano mayor de Narvi y caballero de primera clase.
Loggin (ロギンジーガルフエンサンス, JI Ensansu Garufu Rogin ? ) 
Interpretado por: Tomoya Kawai
Soldado de primera y tirador en su gólem.
General Baldr (バルド, Barudo ? ) 
Interpretado por: Masashi Sugawara
Uno de los generales más apreciados de Krisna, mentor y comandante en jefe de Rygart.
General True (トゥル, Turu ? ) 
Interpretado por: Kenichi Ogata
Un impetuoso General de Krisna, que siempre entra en la batalla sin una estrategia, basa el poder de su estrategia en base al trabajo de quienes están bajo su mando.
Capitana Sakura (サクラ, Sakura ? ) 
Interpretado por: Nanaho Katsuragi
Experta en combate cuerpo a cuerpo.
Girge (ジルグ, Jirugu ? ) 
Interpretado por: Toriumi Kosuke
Anteriormente fue a la cárcel por matar a uno de sus compañeros cadetes sin razón durante el entrenamiento, es unos de los pilotos más hábiles de Krisna, por lo que se le concede libertad bajo supervisión y asignado al escuadrón de Narvi para ayudar al esfuerzo bélico.

### Comunidad de Atenas
Zess (ゼス, Zesu ? ) 
Seiyū: Hiroshi Kamiya
Zess es un soldado de 25 años de Atenas. Conoció a Rygart en la escuela militar de Assam. Dirige un escuadrón de gólems para tomar rápdidamente la capital e impedir un mayor derramamiento de sangre.
Saburafu Cleo (クレオ サーブラフ, Sāburafu Kureo ? ) 
Seiyū: Kana Hanazawa
Subordinada de Zess, Es capturada en una batalla.
Erect (エレクト, Erekuto  )
Seiyū: Hideyuki Umezu
Soldado de Atenas y segundo al mando de Zess.
Lee (リィ, RII?)
Seiyū: Yuko Kaida
Un soldado de Atenas, que detesta a Krisna por sus supuestos actos "despiadados" durante la guerra anterior,.
Argath (アルガス, Arugasu?)
Seiyū: Kenichi Ogata
Un soldado de Atenas y  subordinado de Zess.
Loquis (ロ キス, Rokisu?)
Seiyū: Hashi Takaya
Ministro de Guerra de la Comunidad de Atenas y hermano mayor de Zess. Él es el autor intelectual de la invasión de Atenas de Krisna, oficialmente para castigar a Krisna por acciones anteriores, en realidad para asegurar los suministros de cuarzo, que se están agotando en Atenas.